# Juan Arias de Villar
Juan Arias de Villar (falecido em 1501) foi um prelado católico romano que serviu como bispo de Segóvia 1498 a 1501.

## Biografia
Em 1487, Juan Arias de Villar foi escolhido pelo rei da Espanha e confirmado pelo papa Inocêncio VIII como bispo de Oviedo (1487–1498). Em 1498, foi nomeado pelo Papa Alexandre VI Bispo de Segóvia. Serviu como Bispo de Segóvia até à sua morte em 1501.